# Breaking Hearts
Breaking Hearts je studiové album anglického hudebníka Eltona Johna. Vydáno bylo v červnu roku 1984 společnostmi Geffen Records a Rocket Records a jeho producentem byl Chris Thomas. Nahráno bylo od prosince 1983 do dubna 1984 na Montserratu. V americké hitparádě Billboard 200 se umístilo na dvacátém místě, v britské UK Albums Chart. V USA dosáhlo platinové desky.

## Seznam skladeb
Autory všech skladeb jsou Elton John a Bernie Taupin, pokud není uvedeno jinak.
1. „Restless“ – 5:17
2. „Slow Down Georgie (She's Poison)“ – 4:10
3. „Who Wears These Shoes?“ – 4:04
4. „Breaking Hearts (Ain't What It Used to Be)“ – 3:34
5. „Li'l 'Frigerator“ – 3:37
6. „Passengers“ (John, Taupin, Davey Johnstone, Phineas McHize) – 3:24
7. „In Neon“ – 4:19
8. „Burning Buildings“ – 4:02
9. „Did He Shoot Her?“ – 3:21
10. „Sad Songs (Say So Much)“ – 4:55

## Obsazení
- Elton John – klávesy, zpěv, doprovodné vokály
- Davey Johnstone – kytara, doprovodné vokály
- Dee Murray – baskytara, doprovodné vokály
- Nigel Olsson – bicí, doprovodné vokály
- Andrew Thompson – saxofon v „Li'l 'Frigerator“